# Clau de volta

Clau de volta

La clau de volta és la pedra central d'una volta, igual com la clau d'arc que tanca un arc. En voltes té una forma rodona o poligonal; en arcs té forma de trapezi. En arcs sol ser de major dimensió que les altres dovelles. Es pot utilitzar en obra de paret seca o amb argamassa. Sovint està decorada per raons estètiques o senyalístiques. En la clau d'arc de portes s'hi troba sovint la data de construcció o el nom o escut del propietari.
La clau, igual que les dovelles, se sustenta a causa de la seva forma, car les seves cares laterals, tallades en angle, transmeten lateralment part de les tensions, equilibrant-lo, i evitant que es desplomin sota una càrrega vertical. Les tensions horitzontals de la dovella inferior es transmeten al mur, o a un altre arc, i la vertical es transmet al mur o a un pilar. La darrera peça que es col·loca en la construcció d'un arc és la clau. Fins que aquesta no es troba col·locada en el seu lloc és necessari estintolar (sostenir) les dovelles de l'arc, ja que es troba inestable. Per a això s'utilitza un cindri, que és una estructura de fusta, o metall, amb la forma de l'arc, que sustenta les dovelles i només es retira una vegada completat l'arc, després de col·locar la clau.

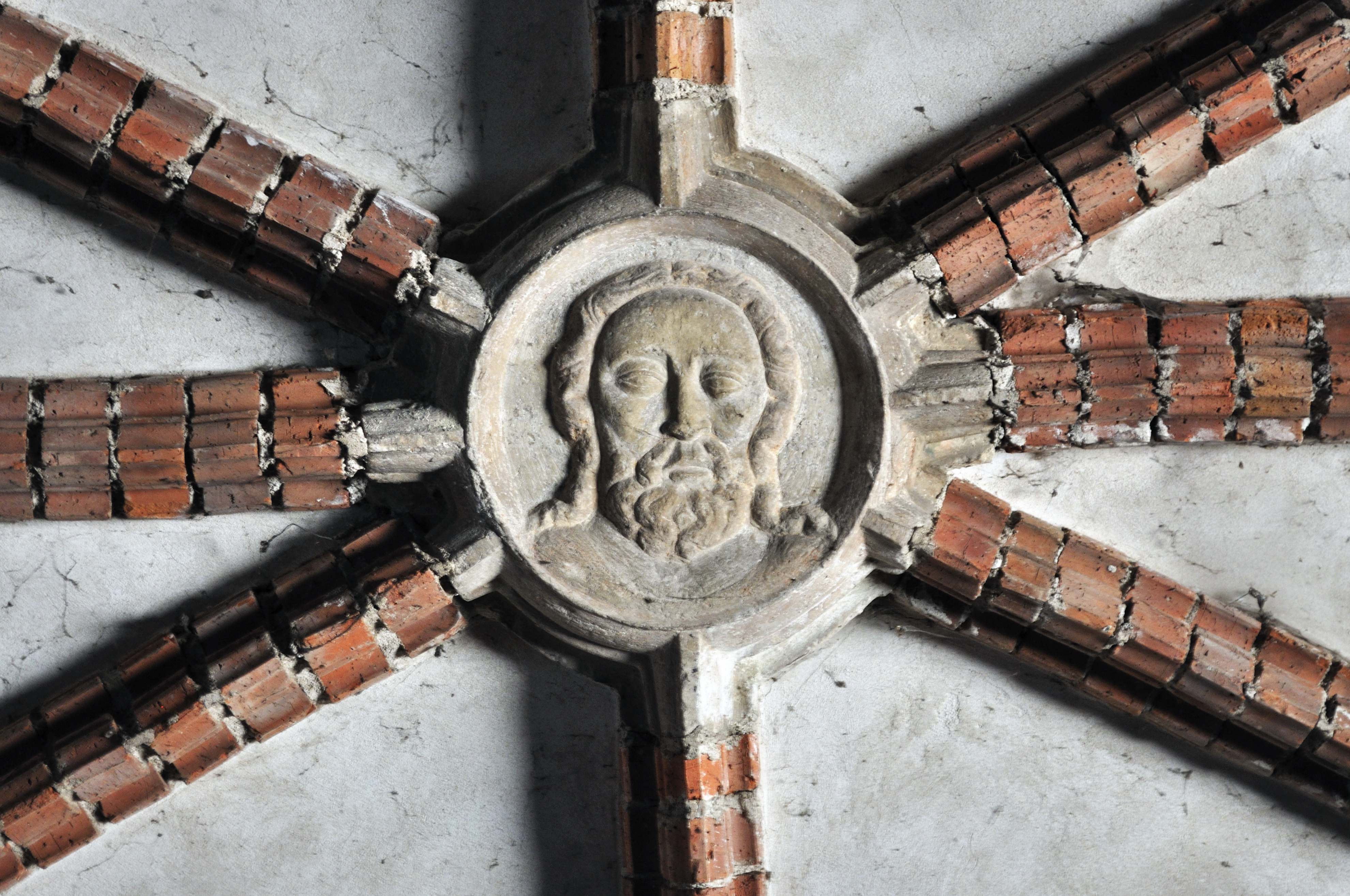
Clau amb Jesús de Natzaret al Castell de Malbork
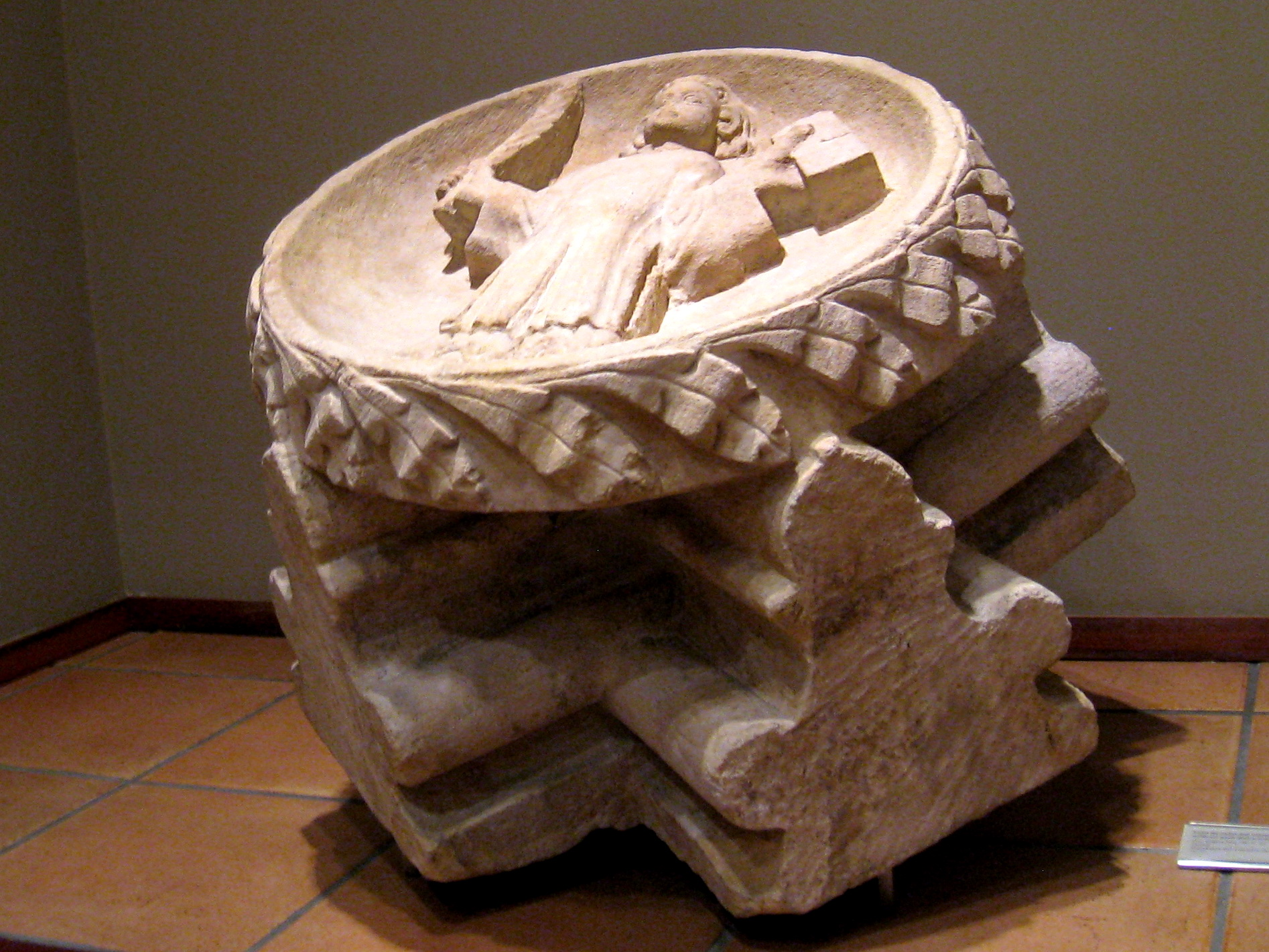
Clau de volta desmuntada on s'observa les parts que coincideixen amb les nervadures de la volta
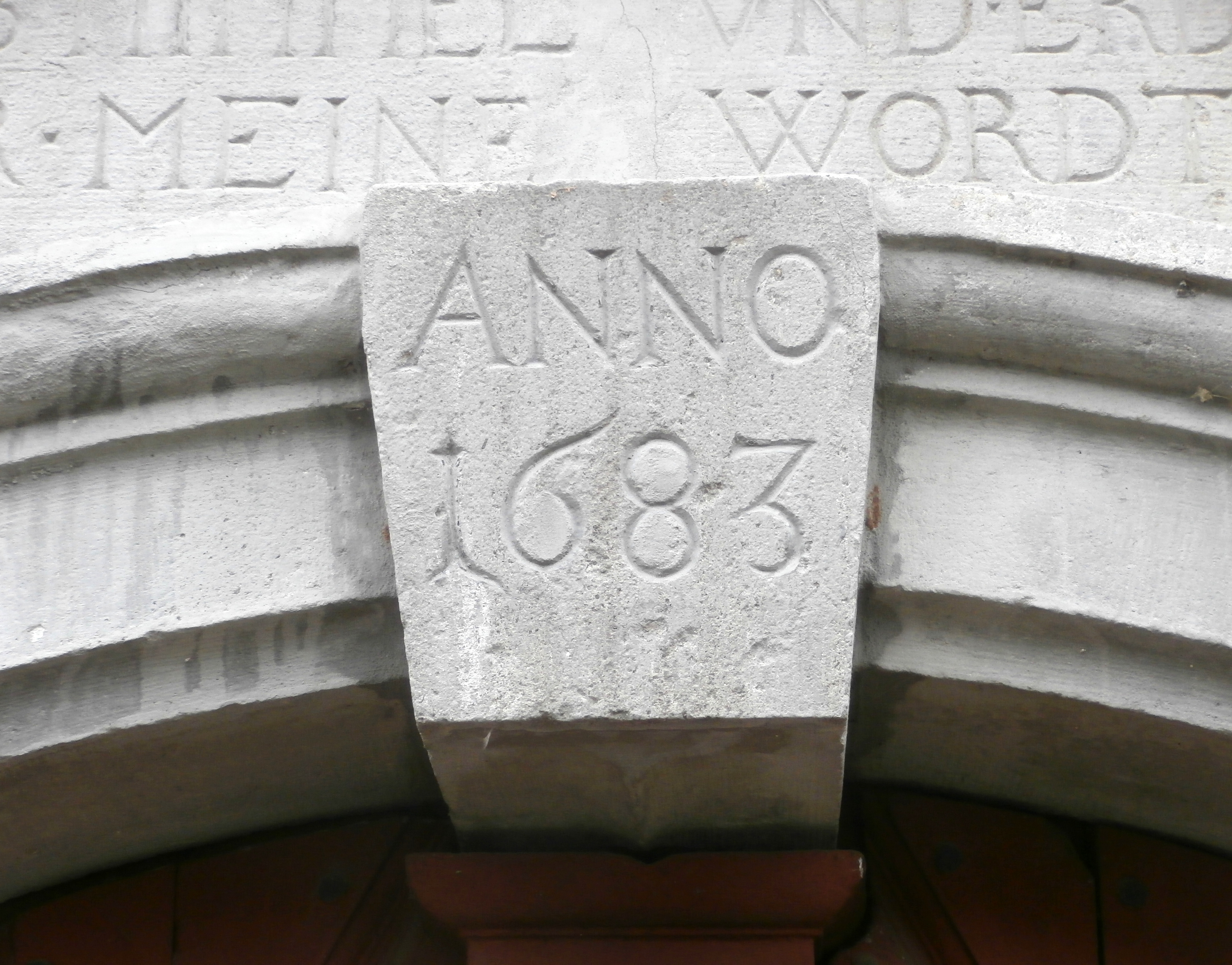
Clau d'arc amb data a l'església evangèlica de Bonn-Oberkassel
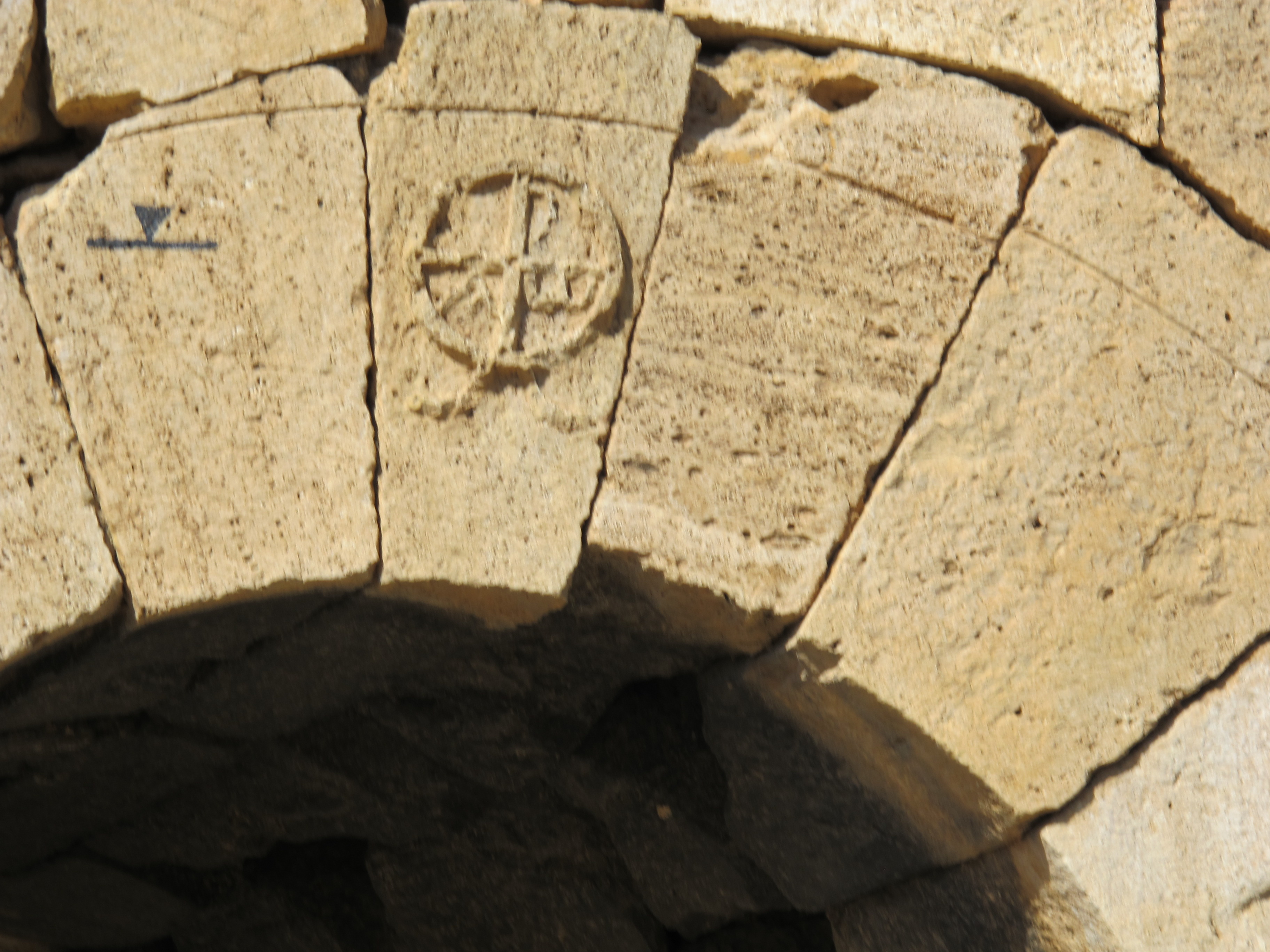
Clau en paret seca a Hieràpolis

## Ús metafòric
Al sentit figurat s'utilitza per indicar l'element o la persona més important en una trama, un moviment o una organització, com a la canço de Brams «La clau de volta» que a la tornada diu:
La clau de volta
De la revolta
Ha estat el clàssic
L'element bàsic
Que fa possible
Fer-se invencible

Que és tenir raó
- La clau de volta (2013), novel·la pòstuma de Joaquim Amat-Piniella (1913-1974)[7]
- Clau de Volta per al debat, revista anarquista[8]